# Due vite in pericolo
Due vite in pericolo (Jumpin' at the Boneyard) è un film del 1992 diretto da Jeff Stanzler.